# Prothoe layardi
Prothoe layardi är en fjärilsart som beskrevs av Frederick DuCane Godman och Osbert Salvin 1882. Prothoe layardi ingår i släktet Prothoe och familjen praktfjärilar. Inga underarter finns listade i Catalogue of Life.